# Liste der Kulturdenkmale in Aspenstedt
Die Liste der Kulturdenkmale in Aspenstedt enthält die Kulturdenkmale des Landesamtes für Denkmalpflege und Archäologie in Sachsen-Anhalt im Ortsteil Aspenstedt der Gemeinde Halberstadt und ist eine Teilliste der Liste der Kulturdenkmale in Halberstadt. Grundlage ist das Denkmalverzeichnis des Landes Sachsen-Anhalt, das auf Basis des Denkmalschutzgesetzes des Landes Sachsen-Anhalt, welches am 21. Oktober 1991 durch das Landesamt erstellt und seither laufend ergänzt wurde (Stand: 31. Dezember 2022).

## Legende
In den Spalten befinden sich folgende Informationen:
- Lage: Nennt den Straßennamen und wenn vorhanden die Hausnummer des Kulturdenkmals. Die Grundsortierung der Liste erfolgt nach dieser Adresse. Der Link „Karte“ führt zu verschiedenen Kartendarstellungen und nennt die geographischen Koordinaten.
Link zu einem Kartenansichtstool, um Koordinaten zu setzen. In der Kartenansicht sind Baudenkmale ohne Koordinaten mit einem roten bzw. orangen Marker dargestellt und können in der Karte gesetzt werden. Baudenkmale ohne Bild sind mit einem blauen bzw. roten Marker gekennzeichnet, Baudenkmale mit Bild mit einem grünen bzw. orangen Marker.
- Offizielle Bezeichnung: Nennt den Namen, die Bezeichnung oder zumindest die Art des Kulturdenkmals und verlinkt, soweit vorhanden, auf den Artikel zum Objekt.
- Beschreibung: Nennt bauliche und geschichtliche Einzelheiten des Kulturdenkmals, vorzugsweise die Denkmaleigenschaften.
- Erfassungsnummer: Für jedes Kulturdenkmal wird in Sachsen-Anhalt eine 20stellige Erfassungsnummer vergeben. Die letzten zwölf Ziffern werden für die Untergliederung nach Teilobjekten genutzt und werden nur angegeben, soweit vergeben. In dieser Spalte kann sich folgendes Icon  befinden, dies führt zu Angaben zu diesem Baudenkmal bei Wikidata.
- Ausweisungsart: Die Einordnung des Denkmales nach § 2 Abs. 2 DenkmSchG LSA
- Bild: Ein Bild des Denkmales, und gegebenenfalls einen Link zu weiteren Fotos des Kulturdenkmals im Medienarchiv Wikimedia Commons. Wenn man auf das Kamerasymbol klickt, können Fotos zu Kulturdenkmalen aus dieser Liste hochgeladen werden:

## Kulturdenkmale
| Lage                                                                       | Bezeichnung        | Beschreibung                               | Erfassungs- nummer | Ausweisungsart | Bild           |
| -------------------------------------------------------------------------- | ------------------ | ------------------------------------------ | ------------------ | -------------- | -------------- |
| Große Straße 3 (Karte)                                                     | Bauernhaus         |                                            | 094 01865          | Baudenkmal     | Weitere Bilder |
| Große Straße 6 (Karte)                                                     | Bauernhof          |                                            | 094 01878          | Baudenkmal     | Weitere Bilder |
| Große Straße 14 (Karte)                                                    | Bauernhaus         |                                            | 094 01877          | Baudenkmal     | Weitere Bilder |
| Große Straße 20 (Karte)                                                    | Bauernhaus         |                                            | 094 01866          | Baudenkmal     | Weitere Bilder |
| Große Straße 21 (Karte)                                                    | Bauernhof          |                                            | 094 01872          | Baudenkmal     | Weitere Bilder |
| Große Straße 31 (Karte)                                                    | Schule             |                                            | 094 01867          | Baudenkmal     | Weitere Bilder |
| Große Straße 86 (Karte)                                                    | Toranlage          | Toranlage 2022 als Baudenkmal ausgewiesen. | 094 18846          | Baudenkmal     | Weitere Bilder |
| Große Straße 99/100 (Karte)                                                | Bauernhaus         | Bauernhaus                                 | 094 01868          | Baudenkmal     | Weitere Bilder |
| Große Straße Flur 1, Flurstück 86/28, im Nordwesten des Ortskernes (Karte) | Sankt-Urban-Kirche |                                            | 094 01879          | Baudenkmal     | Weitere Bilder |
| Große Straße, Kleine Straße im Ortskern, südöstlich des Kirchhofes (Karte) | Denkmal            | Klopstockquelle                            | 094 01869          | Kleindenkmal   | Weitere Bilder |
| Hinter dem großen Dorfe 34 (Karte)                                         | Jagdhaus           | Jagdhaus Spiegel zu Diesenberg             | 094 01870          | Baudenkmal     | Weitere Bilder |
| Kleine Straße 43 (Karte)                                                   | Bauernhof          |                                            | 094 01871          | Baudenkmal     | Weitere Bilder |
| Kleine Straße 61, 61 A, Ortskern (Karte)                                   | Bauernhof          |                                            | 094 01873          | Baudenkmal     | Weitere Bilder |
| Vor dem Tore 87 (Karte)                                                    | Bauernhof          |                                            | 094 01874          | Baudenkmal     | Weitere Bilder |
| Vor dem Tore 90 (Karte)                                                    | Schmiede           |                                            | 094 01875          | Baudenkmal     | Weitere Bilder |

## Ehemalige Kulturdenkmale
| Lage                    | Bezeichnung | Beschreibung                                                                                                  | Erfassungs- nummer | Ausweisungsart | Bild           |
| ----------------------- | ----------- | --- | ------------------ | -------------- | -------------- |
| Große Straße 86 (Karte) | Bauernhaus  | Bauernhaus 2022 nach Verlust der Denkmaleigenschaft durch Baumaßnahmen aus dem Denkmalverzeichnis gestrichen. | 094 01880          | Baudenkmal     | Weitere Bilder |